# Moon Mi-ra
Dans ce nom coréen, le nom de famille, Moon, précède le nom personnel.
Pour les articles homonymes, voir Moon.
Moon Mi-ra, née le 28 février 1992, est un footballeuse internationale sud-coréenne qui évolue au poste de milieu de terrain au Suwon FC et pour l'équipe nationale sud-coréenne.

## Biographie

### En équipe nationale
Moon a disputé onze matchs avec l'équipe sud-coréenne des moins de 20 ans entre 2008 et 2012, marquant cinq buts. Elle fait partie de l'effectif qui a terminé troisième de la Coupe du monde féminine de football des moins de 20 ans 2010, et s'est qualifiée pour les quarts de finale de la Coupe du monde féminine de football des moins de 20 ans 2012. Elle a fait ses débuts internationaux dans l'équipe nationale le 4 juin 2016 à l'occasion d'un match amical contre le Myanmar, et a inscrit son premier but dans sa troisième sélection, contre le Guam, le 8 novembre 2016.